# Швидкісна лінія Ашмонт — Маттапан
Швидкісна лінія Ашмонт — Маттапан (англ. Ashmont–Mattapan High-Speed Line) — трамвайна лінія в місті Бостон та Мілтон, Массачусетс, США.

## Історія
Лінія побудована у середині ХІХ століття як залізнична, у 1927 році була закрита на електрифікацію та переобладнання у трамвайну лінію. Під час проведення реконструкції виникла ідея використовувати її як продовження Червоної лінії метро, з рухомим складом метрополітену. Але за розрахунками використання на цій ділянці потягів метро виходило невиправдано дорого, тому лінію і перетворили у трамвайну. Початкова ділянка до станції «Мілтон» відкрилася 26 серпня 1929 року, вся лінія до станції «Маттапан» 21 грудня того ж року.

## Лінія
Лінія починається та закінчується в місті Бостон, хоча більша частина проходить містом Мілтон. На півночі лінія починається на станції «Ашмонт», де на однойменній станції можливо пересісти на потяги Червоної лінії Бостонського метро. Далі прямує на південь в місто Мілтон де повертає на захід. Після проходження ділянки в Мілтоні лінія закінчується в районі Маттапан у Бостоні. Маршрут проходить здебільшого паралельно річці Непонсет.
Термін Швидкісна в назві лінії зберігся з часів відкриття. Коли більшість трамваїв курсувала вулицями міста разом з іншими видами транспорту, лінія мала виокремлені колії через те називалася швидкісною. На початок XXI сторіччя, збереження терміну Швидкісна в назві є лише історичною традицією.

## Станції
На лінії 8 станцій з півночі на захід. Станції були реконструйовані у 2005-06 роках, після реконструкції стали повністю доступними для людей з обмеженими можливостями.
- «Ашмонт»[en] — пересадна на Червону лінію, розташована в районі Дорчестер у Бостоні.
- «Седар-Гроув»[en] — розташована в районі Дорчестер поблизу цвинтаря Седар-Гроув.
- «Батлер»[en] — розташована в районі Дорчестер біля річки Непонсет.
- «Мілтон»[en] — розташована в місті Мілтон.
- «Центральна авеню»[en] — розташована в місті Мілтон.
- «Веллі-роуд»[en] — розташована в місті Мілтон.
- «Кейпен-стріт»[en] — розташована в місті Мілтон.
- «Маттапан»[en] — пересадковий вузол на численні автобусні маршрути, розташована в районі Маттапан у Бостоні.

## Рухомий склад
Хоча лінія не є туристичною, а є невід'ємною частиною рейкового громадського транспорту, на лінії використовуються виключно історичні трамваї моделі PCC. Лінія побудована у 1920-х і використання сучасних моделей рухомого складу потребувало б значної реконструкції колії, через більшу вагу сучасних трамваїв. Рухомий склад який зараз використовується на лінії представлений трамваями РСС компанії Pullman побудованими у 1945-46 роках. Раніше вони використовувалися на Зеленій лінії швидкісного трамваю міста. Трамваї були реконструйовані у 1978-83 роках, та у друге у 1999–2005 роках, під час останньої реконструкції вагони були перефарбовані в більш яскраві кольори ніж зазвичай використовують на Зеленій лінії. Декілька разів МВТА пропонувала оновити рухомий склад або замінити лінію автобусами, але завжди стикалася зі спротивом громадськості. Через зношеність рухомого складу, на початку 2018 року знов повстало питання рухомого складу. Розглядаються варіанти; подальшого використання діючого рухомого складу (зробивши вже третю реконструкцію), закупівля сучасних трамваїв побудованих у вигляді історичних або заміна лінії автобусами. Місцеві мешканці та політики висловлюються за збереження трамвайної лінії.

## Галерея

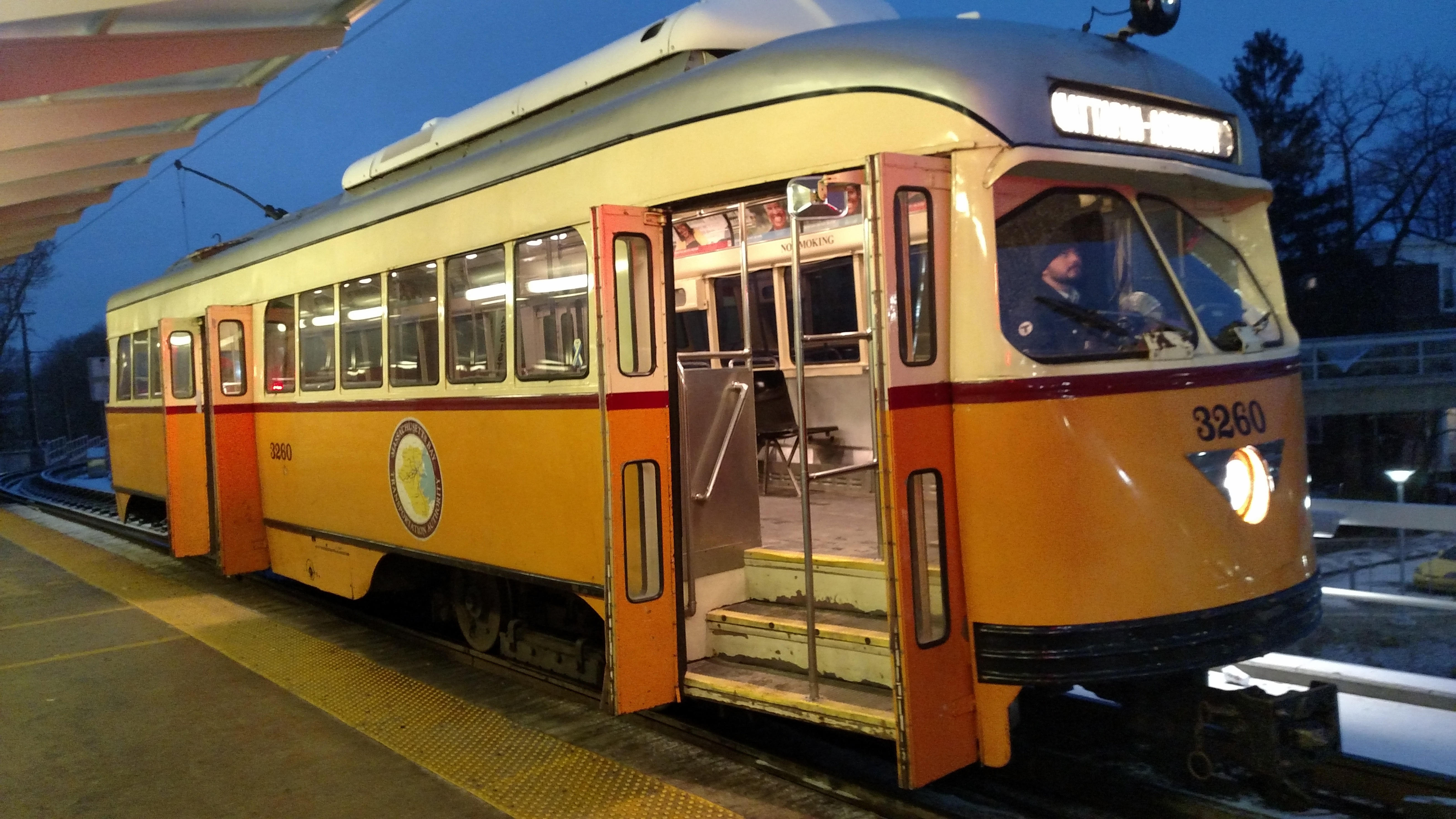
Трамвай на станції «Ашмонт»
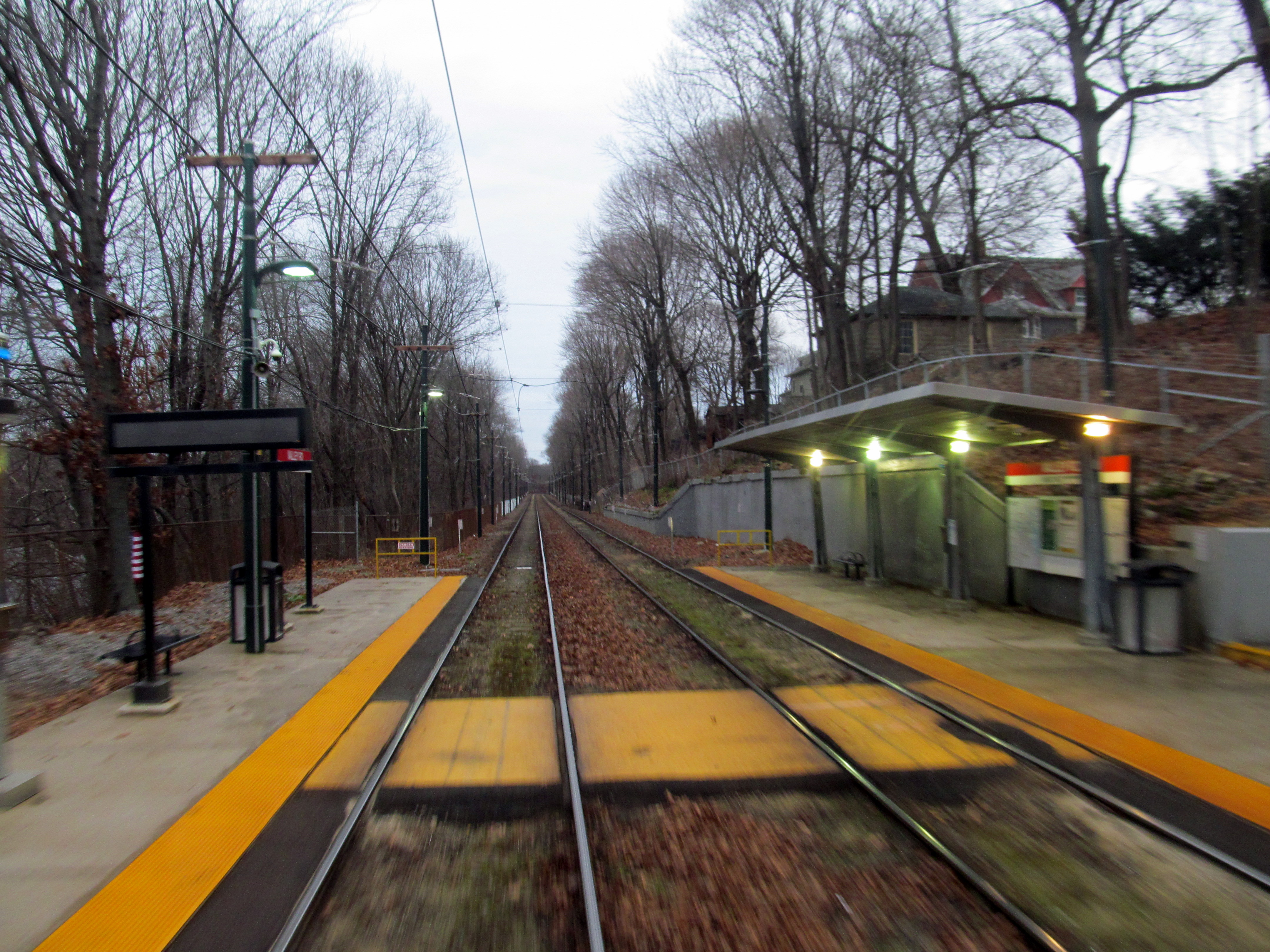
Станція «Веллі-роуд»
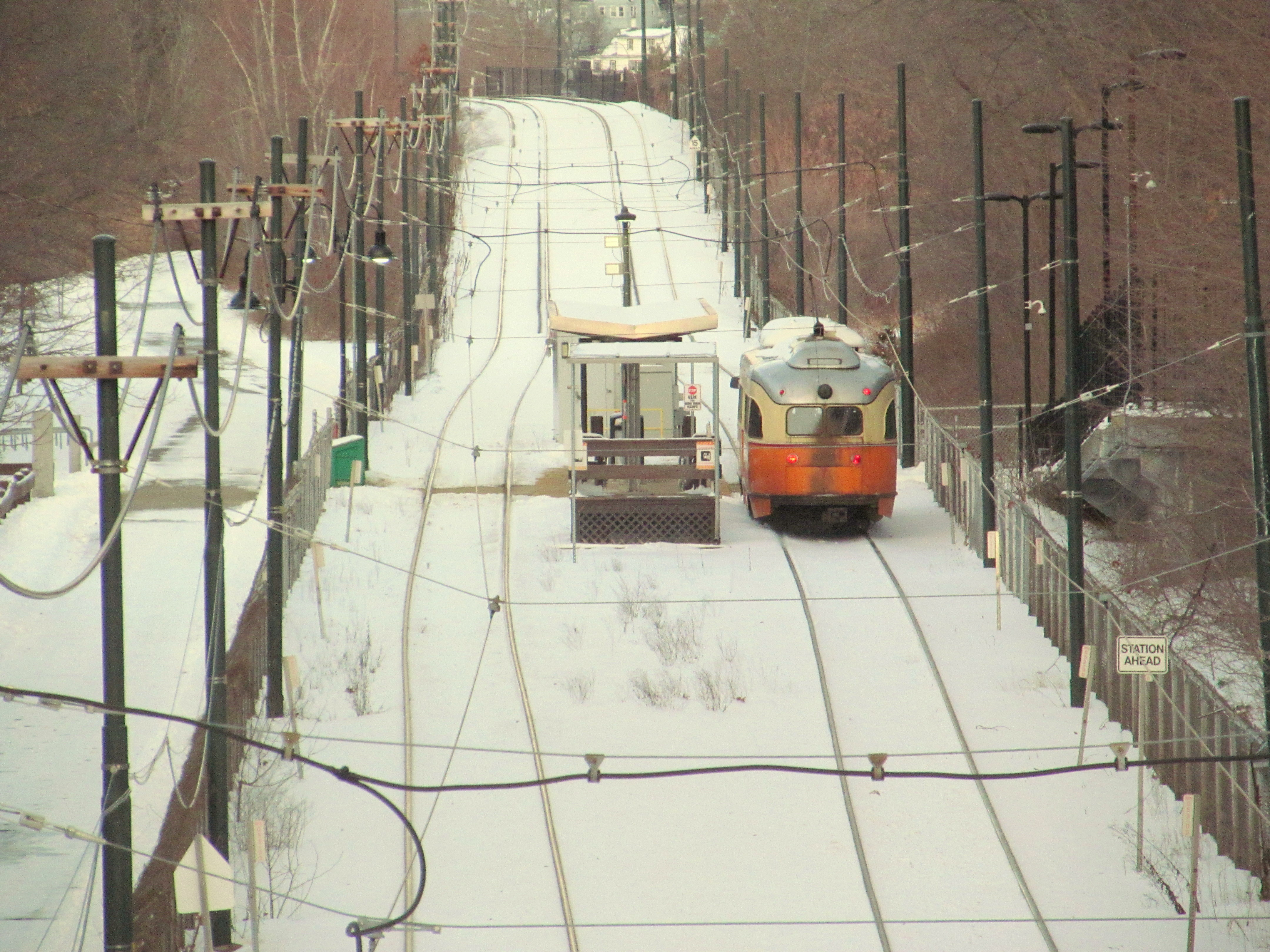
Трамвай на станції «Батлер»